# Route nationale 653
Die Route nationale 653, kurz N 653 oder RN 653, war eine französische Nationalstraße, die von 1933 bis 1973 in drei Teilen zwischen einer Straßenkreuzung mit der ehemaligen Nationalstraße 120 bei Laroquebrou und einer Kreuzung mit der Nationalstraße 654 bei Fleurance verlief. Ihre Gesamtlänge betrug 230 Kilometer.